# Антон Коллін
Антон Йоганнес Коллін (12 жовтня 1891 — 31 травня 1973) — фінський лижник і велосипедист. Він виграв змагання на 50 км на лижному фестивалі в Холменколлені 1922 року, ставши першим ненорвежцем, який виграв у Холменколлені. На Зимових Олімпійських іграх 1924 року він посів 16-те місце на 18 км і не зміг завершити свій забіг на 50 км. Він також відмовився від своєї велогонки на 188 км на літніх Олімпійських іграх 1924 року .

## Результати з лижних гонок

### Олімпійські ігри
| Рік  | Вік | 18 км | 50 км |
| ---- | --- | ----- | ----- |
| 1924 | 32  | 16    | DNF   |

### Чемпіонат світу
| Рік  | Вік | 18 км | 50 км |
| ---- | --- | ----- | ----- |
| 1926 | 34  | —     | 13    |

## Зовнішні посилання
- Holmenkollen winners since 1892 – click Vinnere for downloadable pdf file (норв.)
- Picture of Anton Collin and Matti Raivo (фін.)